# Haïastan (journal)
Haïastan (ou Hayastan, en arménien Հայաստան, littéralement « Arménie ») est un journal de la communauté arménienne de France, créé en janvier 1939 par Hovig Eghiazarian et Armik Djamalian et organe du Nor Séround.

## Historique
Haïastan voit le jour en janvier 1939 à l’initiative de Hovig Eghiazarian et Armik Djamalian, cadres français de la Fédération révolutionnaire arménienne, afin de s'adresser à la jeunesse, comme en témoigne le premier éditorial du journal intitulé « Notre but : La nouvelle génération ». Sa fondation est encouragée par Chavarche Missakian, fondateur du quotidien Haratch. Le journal est alors un mensuel de langue française et il connaît 8 numéros jusqu'en août de la même année avant que la publication ne soit interrompue pendant la guerre. L'objectif de Haïastan est d'informer la jeunesse franco-arménienne sur les aspects politiques, historiques et culturels de l’Arménie et lui expliquer la « cause arménienne ».
La publication reprend après la guerre en décembre 1947 et Haïastan est légué au Nor Séround dès la naissance de l’association, faisant du journal un moyen d’expression de l'organisation. Le journal est publié durant toute l’histoire de l'association, mais connaît des fréquences de publications différentes en fonction des exigences d’information et de sensibilisation imposées par les évolutions de la cause arménienne. La ligne éditoriale de Haïastan est marquée par son opposition au soviétisme, à son soutien de l’indépendance de l'Arménie et à son engagement en faveur des forces armées arméniennes lors de la guerre du Haut-Karabagh. Lors des actes de terrorisme arménien des années 1970-1980, le Nor Séround s’engage dans une campagne « d’explication » des actions du Commando des Justiciers dans Haïastan et dans ses meetings.
Certains écrivains arméniens de la diaspora écrivent dans le journal, comme par exemple Zareh Vorpouni.
Depuis 2015, le journal n'existe plus que sous forme numérique ; une version papier est publiée une fois par an le 24 avril, date de commémoration du génocide arménien.